# نورثرپز
نورثرپز (به انگلیسی: Northrepps) یک روستا و محله مدنی در بریتانیا است که در North Norfolk واقع شده‌است. نورثرپز ۱۰٫۶۵ کیلومتر مربع مساحت و ۸۸۶ نفر جمعیت دارد.